# محمود المبحوح
محمود عبد الرؤوف محمد المبحوح (ولد في 14 فبراير 1960، مخيم جباليا - 19 يناير 2010، دبي)، أحد قياديي كتائب عز الدين القسام التابعة لحركة حماس. تعتبره إسرائيل مسؤولاً عن خطف وقتل جنديين إسرائيليين خلال الانتفاضة الفلسطينية الأولى ومسؤولا عن تهريب الأسلحة  من إيران إلى قطاع غزة. قضى نحبه خلال عملية اغتيال في دبي.

## نشأته
هاجر والده من بلدة (بيت طيما) القريبة من بلدة عسقلان سنة 1948، ودرس في مدارس المخيم حتى الصف السادس الابتدائي. كان لوالده 14 من الذكور، ومن الإناث اثنتين، وكان ترتيب محمود الخامس بين إخوانه. كان يمارس رياضة كمال الأجسام، وفي إحدى البطولات حاز على المرتبة الأولى في كمال الأجسام على مستوى قطاع غزة، وفي عام 1982م انتقل إلى مخيم تل الزعتر.
تزوج سنة 1983م، وله أربعة من الأبناء، وهم على الترتيب: منى، عبد الرؤوف، مجد، رنيم. درس المرحلة الابتدائية في مدرسة الأيوبية بمخيم جباليا ثم حصل على دبلوم الميكانيكا، فافتتح ورشة في شارع صلاح الدين، عمل ميكانيكياً للسيارات حتى خروجه من غزة سنة 1989.

## المقاومة
اعتقل سنة 1986 لمدة عام من قبل قوات الاحتلال التي أودعته سجن السرايا بغزة بتهمة حيازته السلاح وانتمائه للحركة الإسلامية. خرج محمود من السجن سنة 1987 لدى اندلاع الانتفاضة الأولى، وعاود نشطاته المقاومة للاحتلال بسرية وتكتم. لم يتوقف عن عمله الجهادي، وازدادت علاقته بالشيخ المؤسس أحمد ياسين وبالشيخ المؤسس لكتائب عز الدين القسام صلاح شحادة، وكان عضواً في المجموعة العسكرية الأولى التي أسسها القائد محمد الشراتحة. عمل بعد خروجه من السجن على تشكيل «الوحدة 101» التي تخصصت بخطف الجنود، بإيعاز من الشيخ صلاح شحادة القائد في حماس.

## عملية خطف الجنديين
قام سنة 1988، وبرفقته اثنين من رفاقه، بانتحال شخصيات يهود متدينين وتمكن من اختطاف الجندي آفي سسبورتس من بلدة جلوس القريبة من عسقلان، وبعد شهرين تقريباً عاد محمود ورفاقه واختطفوا الجندي إيلان سعدون من منطقة المسمية، وفي كلتا الحالتين تم تصفية الجنديين.
اكتشف أمر محمود عندما كان يحاول المرور بالسيارة التي خطف بها الجندي سعدون إلى غزة من شرق مخيم جباليا، ومنذ ذلك الحين بات محمود هدفاً للاحتلال.
بعدها استمرت مطاردة الاحتلال الإسرائيلي له ولأحد رفاقه المسؤولين عن خطف الجنديين لمدة ثلاثة شهور، وتمكن محمود ورفيقه من اجتياز الحدود المصرية، واعتقلته السلطات على الحدود مدة أربعين يوماً، ومن ثم رحل إلى ليبيا ليستقر بعد ذلك في سوريا.

## اغتياله

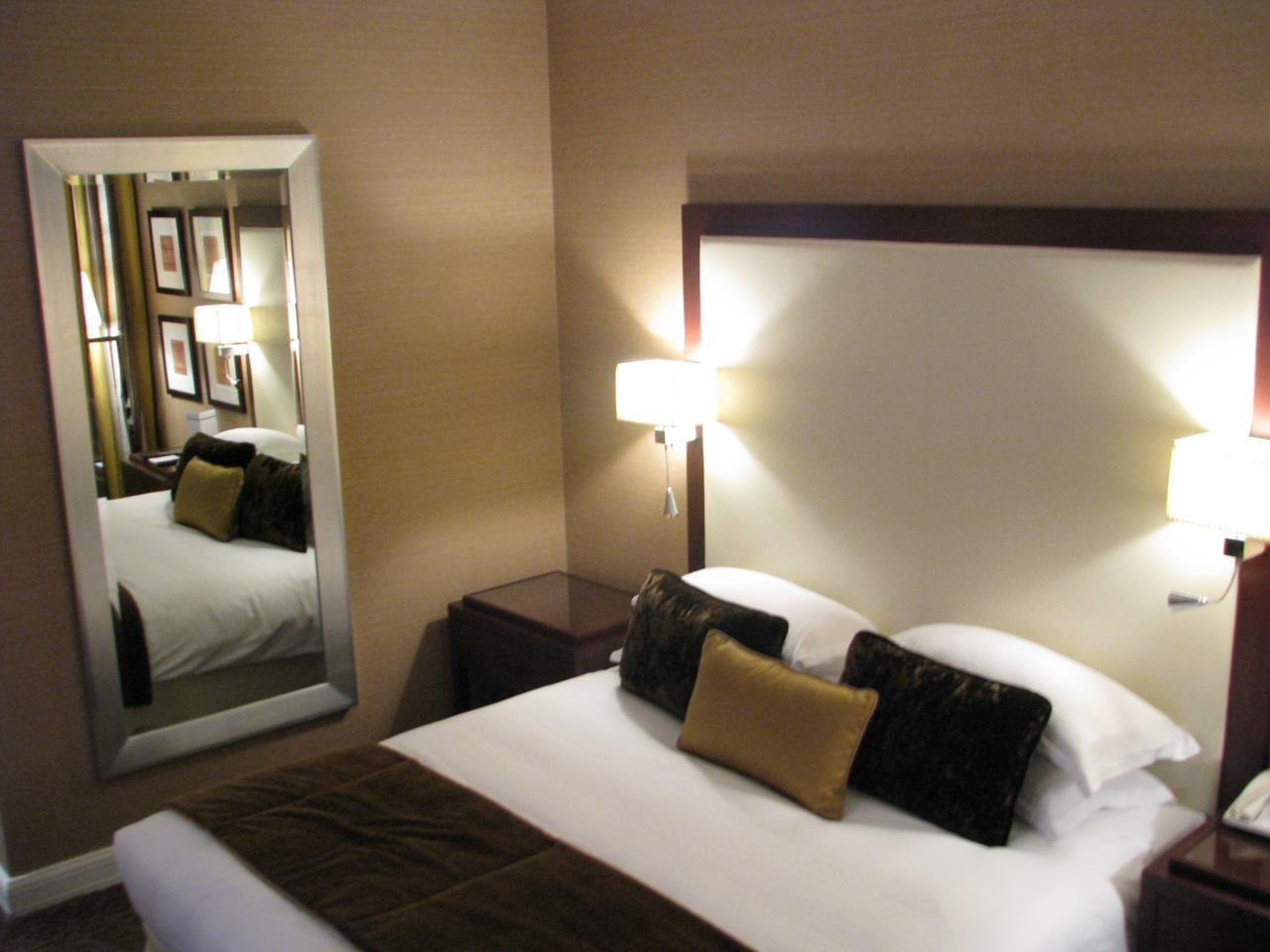
العاملون في فندق البستان روتانا في دبي هم الذين اكتشفوا جثة المبحوح

تقول بعض المصادر أن المخابرات الإماراتية كانت على علم بنشاط المبحوح وسبق لها أن أوقفته، واستلم ضاحي خلفان ملف المبحوح وبدأ بالتواصل مع رئيس جهاز الأمن الوقائي ومده بمعلومات عنه، وتم تسريبها عبر عملاء في جهاز شرطة دبي إلى جهاز المخابرات الأمريكية، الذي أوكل مهمة التحري عن المبحوح إلى الموساد، واستطاع هذا الأخير تحديد مكان المبحوح. الأمر الذي نفاه الفريق ضاحي خلفان.
ظل تحت المراقبة منذ أن ركب طائرة تابعة لخطوط الإمارات في دمشق الساعة العاشرة صباحاً في اليوم السابق لحادث الاغتيال. ولدى وصوله إلى دبي ظل يتابعه رجلان وصفتهما الشرطة في دبي بأنهما إسرائيليان يحملان جوازي سفر أوروبيين. كان في طريق سفره إلى إحدى الدول، ونزل بدبي ليلاً في أحد الفنادق. قتل خنقاً بعد صعقه بالكهرباء، وقد تلقى جسده عدة صعقاتٍ من عصيٍ كهربائية، أدت إلى خروج الدم من أنفه وفمه، وأضعفت قوته الجسدية وشلت حركته، فقد قوته، ولم يتمكن من صد مهاجميه، الذين تأكدوا من مقتله ومفارقته للحياة بعد أن خنقوه بالوسادة، قبل أن يغادروا بصمتٍ غرفته في الفندق بعد منتصف الليل، بعد أن رتبوا كل شيء فيها، وأعادوا الفراش وغيره إلى طبيعته، ولم يخلفوا وراءهم أثراً، وكأن مفارقة المبحوح للحياة كانت نتيجة لجلطةٍ دماغية، وهي النتيجة التي خلص إليها الأطباء في الساعات الأولى لعملية الاغتيال، ومنها اعتبروا أن الوفاة طبيعية وأنها تمت نتيجة لجلطة دماغية، ولم يكن حينها محمود المبحوح معروفاً لدى السلطات الإماراتية، ولا لدى إدارة المستشفى التي أجريت فيها عملية المعاينة الأولى، وكان الاعتقاد بأنه مواطنٌ عادي، ولم يتم حينها تحديد أسماء وهوية منفذي الاعتداء على المبحوح.
كانت كتائب القسام أعلنت في 20 يناير في بيان عن وفاة المبحوح في دبي «إثر عارض صحي مفاجئ نجري تحقيقًا في أسبابه»، دون اتهام إسرائيل. لكن بعد التقرير الطبي الثاني اتهمت حماس (على لسان قائد الجناح السياسي خالد مشعل) إسرائيل بالمسؤولية عن اغتياله، بينما أعلنت شرطة دبي التعرف على المشتبه بتنفيذهم عملية الاغتيال وذكرت أن معظمهم يحملون جوازات سفر أوروبية.
أخضعوا المبحوح لتحقيق قاس وعنيف داخل غرفته في الفندق حيث وجدت الجثة، التحقيق تركز حول مشتريات الأسلحة من إيران، وطرق تهريبها إلى غزة، وحقنوه بمخدر أدى إلى إصابته بنوبة قلبية، وقاموا بتصوير جميع المستندات في حقيبة يده وغادروا المكان بعد أن علقوا يافطة على باب الغرفة كتب عليها «الرجاء عدم الإزعاج».

## التحقيق
وأعلنت شرطة دبي خلال مؤتمر صحفي لقائدها ضاحي خلفان التميم أن 11 شخصاً يحملون جوازات سفر بريطانية وأيرلندية وألمانية وفرنسية، قد نفذوا عملية الاغتيال، وعرضت صور المتهمين، مستندةً بتسجيلات الكاميرات العالية التقنية.
تسلمت شرطة دبي من الشرطة الأردنية فلسطينيين يعملان في الأجهزة الأمنية الفلسطينية التابعة لسلطة فتح، ويعملان لصالح القيادي الفتحاوي البارز وعضو المجلس التشريعي محمد دحلان.
وكشف القائد العام لشرطة دبي أن «عميلا» من حركة حماس هو الذي قام بتزويد الموساد بمعلومة وصول المبحوح إلى دبي، وذكرت صحيفة الخليج الإماراتية في 21 فبراير 2010 أن خلفان طلب من محمود الزهار القيادي في حماس القيام بتحقيق داخل الحركة بهذا الشأن، فيما انتقدت حماس تصريحات خلفان وأصدرت بيانا ذكرت فيه «ان حماس تؤكد ان التعاون المباشر مع السلطات في دبي في جريمة اغتيال محمود المبحوح هو المطلوب والأجدى بدلاً من إطلاق تصريحات اعلامية متسرعة».
وأصدر الانتربول الدولي أمراً باعتقال المتهمين، وتم تعميم بصمة العين على كافة المطارات.

## وصلات خارجية
- محمود عبد الرؤوف المبحوح.. قصة نضال، برنامج لقاء اليوم، قناة الجزيرة، 6 فبراير 2010
- كشف أسماء المشتبهين باغتيال المبحوح، الجزيرة نت، 16 فبراير 2010
- http://video.gulfnews.com/services/player/bcpid4267205001?bctid=66672644001 الفيديو الذي نشرته سلطات دبي ويوضح عملية اغتيال محمود المبحوح في دبي من قبل عملاء الموساد
- فيلم التبادل الجزء الثالث من إنتاج قناة الجزيرة ويحتوى على لقاء مع المبحوح وتفاصيل عمليات الاختطاف التي نفذها على يوتيوب
- تغطية خاصة من الجزيرة